# Спортни съоръжения в България
Спортни обекти и съоръжения са спортна инфраструктура - движими и/или недвижими вещи и прилежащите към тях терени, предназначени за трайно задоволяване на обществените потребности в областта на физическото възпитание, спорта и социалния туризъм, за провеждане на спортни, културни и други мероприятия.

## Спортни обекти и съоръжения в България
В България списък на спортни обекти и съоръжения с национално значение е представен в приложение 1 на Закона за физическото възпитание и спорта. Това са:
1. Национален стадион „Васил Левски“
2. Национален спортен комплекс „Диана“
3. Столичен колодрум „Сердика“
4. Тенис зала „София“
5. Национални спортни зали „Раковски“
6. Национална спортна база „Спортпалас“ - гр. Варна
7. Национална гребна база „Средец“ – гр. София, Панчарево
8. Високопланински спортен комплекс „Белмекен“
9. Национална спортна база кану-каяк - Кърджали
10. Национална спортна база „Цар Самуил“ - гр. Петрич
11. Национална конна спортна база „Хан Аспарух“
12. Зимен дворец – София
13. Дворец на културата и спорта – Варна
14. Зала „Асикс Арена“ (бивша „Фестивална“) – София
15. Гребен канал - гр. Пловдив.

Списък на обектите за социален туризъм с национално значение се съдържа в приложение 2 на същия закон:
1. Национален пещерен дом - с. Карлуково
2. Хижа „Плевен“ - Стара планина
3. Хижа „Здравец“ - пл. Родопи
4. Хижа „Пионерска“ - пл. Рила
5. Хижа „Седемте езера“ - пл. Рила